# Гордана Коядінович
Гордана Коядінович (нар. 30 березня 1939, Белград, Королівство Югославія) — югославська та сербська оперна співачка (сопрано).